# Caloplaca eugyra
Caloplaca eugyra är en lavart som först beskrevs av Edward Tuckerman, och fick sitt nu gällande namn av Alexander Zahlbruckner. Caloplaca eugyra ingår i släktet orangelavar och familjen Teloschistaceae.   Inga underarter finns listade i Catalogue of Life.